# Sefikeng
Sefikeng ist ein Ort im Distrikt Berea im Königreich Lesotho.

## Lage
Der Ort liegt zusammen mit Fako im Nordwesten des Landes auf einer Höhe von ca. 1929 m. Der Ort ist benannt nach dem gleichnamigen Berg Sefikeng, der sich nördlich davon erhebt. Dort liegt auch die Missionsstation Sefikeng. Der Ort gehört zum Community Council Motanasela. Die nächstgelegenen Orte sind Koali (N) und Mokonyane (SO). 

## Klima
Das Klima ist gemäßigt warm.